# Jacobo Abrameto
Jacobo Alberto Abrameto (Viedma, 18 de octubre de 1936) es un político argentino de la Unión Cívica Radical que se desempeñó como senador nacional por la provincia de Río Negro entre agosto y diciembre de 2007.

## Biografía
Nacido en Viedma (Río Negro) en 1936, en política se afilió a la Unión Cívica Radical.
Se desempeñó como director de la biblioteca de la Legislatura de la Provincia de Río Negro en la década de 1960 y, tras el golpe de Estado del 24 de marzo de 1976, fue designado «interventor» de la legislatura por el gobernador de facto Néstor Rubén Castelli. Tras la vuelta a la democracia en 1983, se desempeñó como secretario parlamentario en la legislatura provincial.
Entre 1970 y 1973, se desempeñó como intendente de Viedma y, años más tarde, fue elegido concejal en la misma ciudad.
Asumió como senador nacional por la provincia de Río Negro en agosto de 2007, en reemplazo del fallecido Luis Falcó (elegido en 2001, donde Abrameto fue candidato a senador suplente), completando su mandato hasta diciembre de 2007. Hubo cuestionamientos al momento de su asunción por el cargo desempeñado desde 1976, aunque su pliego había sido ya aprobado en 2001 por la cámara alta sin impugnaciones.
En el ámbito privado, fue administrador del periódico Voz Rionegrina.